# South China Morning Post
Le South China Morning Post est un journal quotidien de langue anglaise publié à Hong Kong depuis 1903. Sa diffusion s'élève à 104 000 exemplaires. Il est publié par le groupe SCMP, propriété du groupe Alibaba depuis 2015.

## Histoire
South China Morning Post Ltd a été fondée en 1903. Sa toute première édition est sortie le 6 novembre 1903. En novembre 1971, cette société est entrée à la bourse de Hong Kong. Elle est devenue une société privée en 1987, propriété de News Corporation, et a été cotée de nouveau en 1990. 
Kerry Media, société holding de  Robert Kuok (en)  a racheté la participation de News Corp en octobre 1993. Kuok Khoon Ean, son fils, est devenu président de la société fin 1997.
Après la rétrocession de Hong Kong à la Chine en 1997, Willy Wo-Lap Lam responsable des pages Chine et Jasper Becker représentant le journal à Pékin quittent leurs postes car considérés comme trop indépendants.
En juin 2012, après la mort suspecte de Li Wangyang, une partie de la rédaction conteste le choix du rédacteur en chef Wang Xiangwei de réduire à une brève la couverture du décès du dissident chinois. Monsieur Wang, premier Chinois originaire de Chine Populaire à occuper le poste de rédacteur en chef, reconnaît avoir pris une « mauvaise décision ». Selon un article du quotidien indépendant Apple Daily, avec cette affaire le « SCMP avait viré rouge ».
En décembre 2015, Alibaba Group acquiert le South China Morning Post, un des plus importants journaux de Hong Kong, ainsi que d'autres activités dans les médias de SCMP Group, pour 266 millions de dollars.
Depuis son rachat par le groupe chinois Alibaba, des critiques venues notamment de The New York Times, Der Spiegel ou The Atlantic accusent le South China Morning Post de faire la promotion d'un soft power chinois, abandonnant le journalisme indépendant pour une forme de propagande.

## Éditions
Le dimanche, est édité le Sunday Morning Post. Une édition Web du South China Morning Post rassemble des articles et des dossiers thématiques de l'édition papier.

## Signatures
- Jasper Becker, licencié en 2002, est l'auteur de Hungry Ghosts: Mao's Secret Famine (en) évoquant la famine cachée durant le Grand Bond en avant[11].
- Ma Jun, lauréat du Prix Ramon-Magsaysay en 2009 et du Prix Goldman pour l'environnement en 2012, a travaillé dans les années 1990 pour le South China Morning Post[12].
- Stephen Leather a travaillé pour le South China Morning Post[13].